# شترسوو
شترسوو (به آلمانی: Stresow) یک منطقهٔ مسکونی در آلمان است که در موکرن واقع شده‌است. شترسوو ۱۳۲ نفر جمعیت دارد.